# The Girl in the Taxi
The Girl in the Taxi es la adaptación en inglés por Frederick Fenn y Arthur Whimpers de la operetta Die keusche Susanne (1910 en Magdeburg), con música por Jean Gilbert.  El original alemán tiene un libretto por Georg Okonkowski.  La historia comienza con un hombre y una mujer, ambos casados, que paran al mismo taxi y deciden compartirlo porque se dirigen al mismo restaurante. Ocurren varios rendezvous y escondidas detrás de escenas. 
El musical se estrenó en el Lyric Theatre en Londres, producido por Philip Michael Faraday, el 5 de septiembre de 1912, y tuvo 385 puestas en escena. Tuvo como estelares a Yvonne Arnaud como Suzanne, Arthur Playfair como el barón Dauvray, y Charles H. Workman como M. Pomarel.  B. W. Findon, escribiendo en la revista The Play Pictorial llamó a La chica en el Taxi "el musical más alegre"  La pieza hizo un tour internacional, incluyendo una producción por la compañía de ópera de J. C. Williamson en Australia en 1915, con Workman como estelar.
Se hicieron versiones cinematográficas, una americana en 1921 y una inglesa en 1937.  El show fue adaptado de nuevo al francés por Mars y Desvallières y producido en París y posteriormente Lyon en 1913 con el nombre La chaste Suzanne.  También fue muy exitosa en Sudamérica en italiano (La casta Susana) y en español (La chasta Suzanna).

## Sinopsis
En París, el barón Dauvray entra a un taxi por un lado y Mme. Charcot entra al mismo tiempo por el otro. Ellos no se conocen, pero acuerdan compartir el taxi. Ambos van en camino al famoso restaurante Jeunesse Dorée y disfrutan tanto la compañía del otro que deciden cenar juntos. El restaurante cuenta con muchas salas privadas, ideales para cenas íntimas. Otros que acuden al restaurante solo en busca de encuentros amorosos son el hijo del barón, Hubert; la hija del barón, Jacqueline; René, su prometido y primo; Suzanne Pomarel, esposa de un comerciante, a quien el barón otorgó un premio por virtud; el esposo de Mme Charcot, y finalmente, M. Pomarel. 
Mme Pomarel es una examante de René y había aceptado cenar con él, pero Hubert, quien está perdidamente enamorado de ella, persuade a René de dejarlo tomar su lugar. El barón, cenando con Mme Charcot, se tiene que esconder debajo de su mesa para evitar ser visto por su esposa. Pommel llega, un poco pasado de copas, y saluda a Hubert. Él no sospecha que la mujer que se ha escondido detrás de la cortina y cuya mano está besando caballerosamente, es su propia esposa. Hubert no tiene el dinero suficiente para pagar la cuenta. Por toda la confusión, el barón descubre que su hijo es tan inmoral como él. Todos consiguen evitar ser detectados por sus respectivas parejas. 
Desafortunadamente para los errantes hombres y mujeres, el jefe de meseros ha sido seleccionado por la baronesa Dauvray para ser mayordomo. Todos los personajes principales están presentes en la casa del barón la mañana siguiente para el desayuno. Todos están horrorizados de que el mayordomo sepa todo sobre sus escapadas de la noche anterior. Para evitar ser reconocidos por él, el barón, Hubert y René intentan esconderse bajo la mesa al mismo tiempo. Al final logran convencer a Pommel de que toda la confusión ha sido su culpa por llegar borracho al restaurante. Se disculpa y todos están a salvo.

## Roles y elenco original
- Barón Dauvray  – Arthur Playfair
- Baronesa Delphine Dauvray  – Amy Augarde
- Jacqueline  – Margaret Paton
- Hubert  – Robert Averell
- Réné  – Alec Fraser
- M. Pomarel  –  C. H. Workman
- Suzanne Pomarel  – Yvonne Arnaud
- Professor Charcot  – Louis Goodrich
- Rose Charcot  – Cecily Stuckey
- Alexis (head waiter)  – Frederick Volpe
- Waiter  – George Carroll
- Diners, waiters, etc.

## Recepción de los críticos
El Times tomó una vista débil de la moralidad de esta pieza:  

Si tu noción de París es de la ciudad "gay" (en el sentido técnico); si te gustan el tipo de farsas que te llevan a un alborotado restaurante de noche, donde encuentres esposos y amantes, "damas de compañía", niñas y esposas, todo mezclado en total confusión entre ruido, decoraciones de papel y "niñas bromistas"; si te entretiene el exceso de copas; si te gusta ver miembros adultos de la Forty un mojigato de día y chivo de noche; su hijo recibiendo "educación" de una joven mujer casada, y su hija con su prometido espiando las escapadas de su padre; si te gusta ver a padre e hijo bailando juntos felices por haberse encontrado; y si te gusta disfrutar todo esto contado intensamente, expandido, con música pegajosa, entonces "La chica en el taxi" es la pieza para ti.

El diario pensó mucho más de las escenas ridículas en el acto 3, las cuales "nos dieron un poco del negocio que esperamos encontrar gracioso hasta que muramos". El diario felicitó específicamente a Yvonne Arnaud.
El Manchester Guardian (The Manchester Guardian) no expresó escrúpulos morales sobre la pieza y pensaron que los temas de la pieza fueron tratados con el tacto necesario y de una manera increíble. También felicitaron especialmente a Arnaud. Llamaron a la música "melodiosa y acertada con refinamiento, si no muy original. Hubo un vals del cual  (la audiencia lo chiflaba antes de que la obra terminara) ya hemos tenido un exceso." The Academy pensó que la pieza fue "gay, deportiva e irresponsable...una estructura encantadora y gran entretenimiento".